# Asfixia (novela)
Asfixia (Choke) es una novela escrita por el autor Chuck Palahniuk, publicada en 2001. En 2008 fue adaptada a una película, la cual fue dirigida por Clark Gregg.
El protagonista, Víctor Mancini, es un estudiante de medicina fracasado como estudiante y como persona.
Ha encontrado una manera interesante de ganarse la vida: se atraganta y ahoga en restaurantes para que así la persona que le salva la vida se sienta un tanto responsable de él y le envíe dinero.
Este personaje se rodea de un mundo muy peculiar. Tanto su vida familiar como sus amigos o sus parejas son seres extraños y con unas personalidades fuera de lo corriente. Su madre, completamente loca, vive en una residencia que Víctor apenas puede pagar y es una de las personas que más marcan la vida del protagonista, influyendo mucho en su posterior comportamiento.
El mismo Víctor vive lleno de rarezas, y no solo por cómo se gana la vida, sino por sus adicciones. Acude a terapia para dejar su adicción al sexo, pero las personas (mujeres) que allí encuentra, no le ayudan precisamente a abandonar su vicio.
Una de las mayores excentricidades de las que se rodea es la de un amigo que empezó a llevar piedras a casa, hasta el punto en que apenas se podía dar un paso. Pero un día, con todas esas piedras de las que Víctor acabó más que harto, comenzó a construir algo. No sabían bien si era una casa o una iglesia, pero aun así Víctor estaba tan enfrascado en sus propios problemas que apenas si se dio cuenta de la labor de su amigo.
Intentando entender el comportamiento de su madre durante su niñez, se dedica a pasar tiempo con ella en la residencia (sin dejar de lado sus idas y venidas con las mujeres de la terapia) viendo como mientras el cuerpo de su madre iba perdiendo fuerzas, su mente parecía irse aclarando. Eso, unido a sus recuerdos de la infancia, ayudan a Víctor a entender por qué su madre le había llegado a raptar y pintado su sombra en el suelo o sus pequeños actos de vandalismo comercial, cambiando los tintes para el pelo de bote.
- Datos: Q2466091